# The Chieftains 6: Bonaparte's Retreat
The Chieftains 6: Bonaparte's Retreat è il sesto album in studio del gruppo musicale irlandese The Chieftains, pubblicato nel 1976.

## Tracce
1. The Chattering Magpie – 4:47
2. An Chéad Mháirt den Fhombar (The First Tuesday of Autumn) and Green Grow the Rushes O – 3:12
3. Bonaparte's Retreat – 14:37
4. Away with Ye – 4:26
5. Caledonia – 5:28
6. Iníon Nic Diarmada (Miss MacDermott) or The Princess Royal Máire Dhall (Blind Mary) and John Drury – 7:00
7. The Rights of Man – 3:21
8. Round the House and Mind the Dresser – 3:12

## Formazione
- Paddy Moloney - uillean pipes, tin whistle, bodhrán
- Seán Potts - tin whistle, bodhrán
- Martin Fay - fiddle
- Michael Tubridy - flauti, concertina, tin whistle
- Derek Bell - arpa, oboe, tiompán
- Seán Keane - fiddle